# Conus tenuilineatus
Conus tenuilineatus é uma espécie de gastrópode do gênero Conus, pertencente a família Conidae.